# João da Mata de Sousa
João da Mata de Sousa (Pombal, 8 de fevereiro de 1941 – João Pessoa, 11 de março de 2017) foi um político, advogado e industrial brasileiro.

## Biografia
Formado em direito pela UFPE, também exerceu os cargos de presidente do Centro da Indústria do Estado da Paraíba (CINEP), secretário da Indústria, Comércio, Turismo, Ciência e Tecnologia do Estado da Paraíba (1991—1994 e 2003—2005) e presidente da Lechef Indústrias Alimentícias. Foi presidente da Damatta Agronegócios.
Filiado ao antigo PFL, foi deputado federal na legislatura 1987—1991, quando foi elaborada a Constituição Brasileira de 1988.
Morreu em 11 de março de 2017, decorrente de problemas de saúde aos 75 anos de idade.